# Ernest Tché-Noubossie
Ernest Tché-Noubossie, född 26 augusti 1956, är en friidrottare från Kamerun. Han deltog vid olympiska sommarspelen 1984 och olympiska sommarspelen 1988.